# کالج اورنج کست
کالج اورِنج کٌست (به انگلیسی: Orange Coast College (OCC)) یک کالج عمومی در کاستا مسا در شهرستان اورنج، کالیفرنیا است. در سال ۱۹۴۷ تأسیس شد و اولین کلاس‌های آن در پاییز ۱۹۴۸ افتتاح شد. این دانشگاه مدارک دانشیار هنر و دانشیار علوم، گواهینامه‌های موفقیت و کلاس‌های پایین‌تر قابل انتقال به سایر کالج‌ها و دانشگاه‌ها را ارائه می‌دهد. این کالج تقریباً ۲۴۰۰۰ دانشجو در مقطع کارشناسی ثبت نام می‌کند. از نظر اندازه جمعیت، کالج اورنج کوست سومین کالج بزرگ در اورنج کانتی است.
لس آنجلس چارجرز اردوی تمرینی و تمرینات فصلی منظم را در امکانات پردیس برگزار کرده‌است.